# Isoetes perrieriana
Isoetes perrieriana är en kärlväxtart som beskrevs av Iversen. Isoetes perrieriana ingår i släktet braxengräs, och familjen Isoetaceae. Inga underarter finns listade i Catalogue of Life.